# Gelis tauriscus
Gelis tauriscus är en stekelart som beskrevs av Schwarz 1998. Gelis tauriscus ingår i släktet Gelis och familjen brokparasitsteklar. Inga underarter finns listade i Catalogue of Life.